# Riccardo Meggiorini
Riccardo Meggiorini, né le 4 septembre 1985 à Isola della Scala, dans la province de Vérone, en Vénétie est un footballeur italien, évoluant au poste d'attaquant.

## Biographie
Riccardo Meggiorini est formé à l'Hellas Verone avant de rejoindre l'équipe de la ville de Bovolone, en 5e division. Il passe lors de la saison 2003-04 à l'Inter Milan, où il participe au championnat primavera. Dès la saison 2004-05, il fait ses débuts en Serie A à 19 ans, le 14 novembre 2004, lors d'un match nul trois buts partout contre le Cagliari Calcio où il joue les huit dernières minutes. En janvier 2005, Meggiorini est prêté en Serie C1, à Spezia, où il participe à dix matchs sans marquer, le club terminant à la septième place. Il est à nouveau prêté la saison suivante, 2005-06, à l'AC Pavie, toujours en Serie C1. Il joue douze matchs, sans buts. En janvier 2006, il signe, en copropriété avec l'Inter de Milan à l'AS Cittadella, toujours en Serie C1. Lors de sa première moitié de saison avec le maillot du club, il joue dix matchs pour trois buts. L'équipe termine sixième, aux portes des play-off.
Meggiorini restera trois saisons supplémentaires à l'AS Cittadella. Il s'impose très vite en tant que titulaire dans le club de Vénétie, disputant lors de la saison 2006-07, vingt-huit matchs pour cinq buts, amenant le club à une nouvelle 6e place. C'est lors de la saison 2007-08 que Meggiorini se fait vraiment remarquer, inscrivant quinze buts en trente-cinq matchs. Troisième, le club s'impose en finale des play-off face à l'US Cremonese (0-1, 3-1), permettant au club de retrouver la Serie B, six ans après sa dernière apparition à ce niveau. Meggiorini réitère sa performance la saison suivante, en Serie B, inscrivant pas moins de dix-huit buts en trente-sept matchs, terminant sur le podium des buteurs. C'est grâce à ses buts que le club réussit à se sauver de justesse (17e). Le 10 février 2009, il inscrit même un quadruplé contre l'US Avellino. À 24 ans, il devient l'un des joueurs les plus suivis de la Serie B.
L'Inter Milan s'arrange avec l'AS Cittadella pour relever l'intégralité du contrat du joueur, avant d'intégrer Meggiorini dans l'affaire qui amène Diego Milito et Thiago Motta du Genoa CFC au club milanais. Meggiorini est donc intégralement un joueur du Genoa CFC. En juillet 2009, le Genoa CFC le donne en copropriété à l'AS Bari, promu en Serie A. Le 25 octobre 2009, il marque son premier but avec l'AS Bari face à la Lazio de Rome lors d'une victoire deux buts à zéro. Meggiorini va très vite s'imposer dans l'équipe surprise du championnat (10e), jouant trente-et-un matchs pour cinq buts. À la fin de la saison, il retourne au Genoa CFC avant que le club ne le prête à nouveau pour une saison au Bologna FC, toujours en Serie A.
Le 16 janvier 2012, après un nouveau prêt au Novare Calcio, il est transféré au Torino FC en Serie B.